# 阿部正伦
阿部正伦（日语：／ Abe Masatomo，1745年3月21日—1805年9月13日），日本江户时代中期大名。任江户幕府幕阁、寺社奉行、老中。备后福山藩（现在广岛县福山市）第4代藩主。阿部家宗家8代。官位從四位下、伊勢守。幼名运之助，名主计，字子范，隐居后号绪水、字和卿、闲旭楼等。

## 经历
作为阿部正右三男于延享2年（1745年）（有一说为延享3年（1746年））出生。因长兄阿部正表、次兄阿部正固去世而成为嫡子。明和4年（1767年）授备中守任从五位下，明和6年（1769年）因正右去世而继承福山藩主。从前代开始福山藩陷入了财政危机，正伦袭封的同时即致力于财政改革，但是并无太大效果，并且由于天候不顺而更进一步受到收入不足的压力。并且一揆爆发后改革受阻，结果造成了更严重的财政紧缩。此时，代替了一直占据改革核心位置的叔父安藤主马而一跃而上的远藤弁藏担负了重建财政的任务而决心使收入成功增长，施行了严苛的政策，遭到了领民极端的不满。并且，福山藩借入了被称为比鬼还恐怖的“上下银”（天领的贷款），使得财政状况陷入了更深刻的状况。但是居住于江户的正伦到归国时也未能了解实情。受迫于上下银归还的正伦开始为田沼意次做事，并且利用寺社奉行的地位而成功豁免了上下银的还贷，最终以将借入负责人（佐藤新四郎）流放出藩而了结此事。另，远藤弁藏为后述的天明大一揆负责而在狱中死去。
幕政方面，正伦于安永3年（1774年）任奏者番，同年兼任寺社奉行，天明7年（1787年）拔擢为老中，顺利地走上了出仕道路。然而，因为向领民征收祝贺就任老中的临时税之故，福山藩全域卷入了藩史上最大的一揆（天明大一揆）。并且，因受到以松平定信为中心的改革派攻击，属于田沼意次派的正伦失势，因病于天明8年（1788年）辞去了仅在位11个月的老中职位。之后抱着专心建设藩政之心回到福山后，发现藩内纲纪之乱已经超出了正伦的想像，因而陷入了失望之中。但是正伦仍为了藩士教育而在福山城西堀端创设了藩校（福山）弘道馆（今广岛县立福山诚之馆高等学校的前身）以期振兴士风，但是并没有太大的效果。并且，致力于财政重建而藩主亲政，实施了彻底削减经费、接近有力商人、进行农政改革等一个又一个的政策。结果，虽未能完成财政重建，但是成功抑制了一揆的爆发。之后，享和3年（1803年）将家督让与三男正精，文化2年（1805年）去世。另，藩主在任时间比二代藩主正福长5个月，在任34年成为阿部家福山藩最长的一位。

## 年表
- 1745年（延享2年） 出生（有一说为延享3年）
- 1767年（明和4年） 从五位下·备中守（12月16日）
- 1769年（明和6年） 就任藩主（8月29日）
- 1774年（安永3年） 就任奏者番
- 1774年（安永3年） 兼务寺社奉行
- 1787年（天明7年） 从四位下·伊势守
- 1787年（天明7年） 转任老中（3月7日）
- 1788年（天明8年） 老中辞任（2月29日）
- 1803年（享和3年） 藩主退任（10月5日）
- 1805年（文化2年） 去世（8月21日）、享年61岁